# HMS Oxley (55)
HMS Oxley (55) là một  tàu ngầm lớp Odin. Nó nguyên được chế tạo như là chiếc HMAS Oxley cho Hải quân Hoàng gia Australia, tên được đặt theo tên nhà thám hiểm John Oxley (1784-1828), và nhập biên chế năm 1927. Con tàu được chuyển trả cho Anh Quốc khi Australia gặp khó khăn tài chánh từ năm 1931, và đã phục vụ cùng Hải quân Hoàng gia Anh. Khi Chiến tranh Thế giới thứ hai nổ ra, Otway tuần tra ngoài khơi bờ biển Na Uy khi nó bị tàu ngầm HMS Triton đánh chìm trong một sự cố bắn nhầm vào ngày 10 tháng 9, 1939, trở thành tàu ngầm Anh đầu tiên bị mất trong Thế Chiến II, chỉ bảy ngày sau khi xung đột bắt đầu.

## Thiết kế và chế tạo

### Thiết kế
Lớp Odin được chế tạo với một thiết kế được cải biến nhằm phục vụ cùng Hải quân Hoàng gia Australia. Nó có chiều dài chung 275 ft (84 m), mạn tàu rộng 29 ft 7 in (9,02 m) và mớn nước sâu 13 ft 3 in (4,04 m). Nó có trọng lượng choán nước 1.350 tấn Anh (1.372 t) khi nổi và 1.870 tấn Anh (1.900 t) khi lặn. Con tàu được vận hành bằng hai động cơ diesel Admiralty công suất 2.950 bhp (2.200 kW) cùng hai động cơ điện công suất 1.350 shp (1.010 kW), mỗi chiếc dẫn động một trục chân vịt. Nó đạt được tốc độ tối đa 15,5 kn (28,7 km/h) trên mặt nước và 9 kn (17 km/h) khi di chuyển ngầm.
Otway có thủy thủ đoàn đầy đủ 54 người. Con tàu trang bị một hải pháo QF 4-inch/40 Mk IV, hai súng máy Lewis, cùng tám ống phóng ngư lôi 533 milimét (21,0 in), gồm sáu ống trước mũi và hai ống phía đuôi. Nó có thể mang theo tổng cộng 24 ngư lôi 21 in (530 mm).

### Chế tạo
Oxley được đặt lườn dưới tên OA1 vào 24 tháng 8, 1925 tại xưởng tàu của hãng Vickers Limited ở Barrow-in-Furness,  được hạ thủy vào ngày 29 tháng 6, 1926 và hoàn tất vào ngày 22 tháng 7, 1927. Nó nhập biên chế cùng Hải quân Hoàng gia Australia vào ngày 1 tháng 4, 1927. Tên con tàu được đặt theo tên nhà thám hiểm John Oxley (1784-1828).

## Lịch sử hoạt động

### HMASOxley
Sau khi nhập biên chế, Otway cùng với tàu ngầm chị em Otway tạm thời được phối thuộc cùng Chi hạm đội Tàu ngầm 5 của Hải quân Hoàng gia Anh. Hai chiếc tàu ngầm khởi hành vào ngày 8 tháng 2, 1928, cho hành trình đi sang Australia, trở thành chuyến đi dài nhất không được hộ tống được một tàu ngầm Anh thực hiện. Chúng được chuyển hướng đến Malta tại Địa Trung Hải sau khi các vết nứt xuất hiện trên cột động cơ của Otway, và khi đi đến Malta, các vết nứt tương tự cũng được tìm thấy trên cột động cơ của Oxley, nên hai con tàu phải ở lại Malta trong khi linh kiện thay thế được sản xuất và lắp đặt. Chúng tiếp nối hành trình vào tháng 11, và đi đến Sydney vào ngày 14 tháng 2, 1929.
Do tình trạng tài chính khó khăn dẫn đến cuộc Đại khủng hoảng bắt đầu ảnh hưởng đến Australia, hai chiếc tàu ngầm được đưa về trạng thái dự bị chỉ một năm sau đó. HMAS Otway được cho xuất biên chế vào ngày 10 tháng 5, 1930; dù sao cả hai chiếc tàu ngầm được duy trì trạng thái hoạt động, được cho rời cảng hai lần mỗi tháng để thực hành lặn.  Tuy nhiên do chi phí để duy trì hai chiếc tàu ngầm, cùng với giới hạn về tải trọng do Hiệp ước Hải quân London năm 1930 đặt ra, đã khiến chỉnh phủ Australia đề nghị hoàn trả Otway và Oxley cho Hải quân Hoàng gia Anh.

### HMSOxley
Oxley chính thức nhập biên chế cùng Hải quân Hoàng gia Anh vào ngày 10 tháng 4, 1931, và hai chiếc lên đường vào ngày 29 tháng 4 để quay trở về Anh. Chiếc tàu ngầm hoạt động với số hiệu lườn 55, phối thuộc cùng Chi hạm đội Tàu ngầm Dự bị trực thuộc Bộ tư lệnh Portsmouth vào tháng 8, 1939, Khi Chiến tranh Thế giới thứ hai sắp nổ ra, nó được điều về Chi hạm đội Tàu ngầm 2 đặt căn cứ tại Dundee và Blyth, rồi được phái đi tuần tra ngoài khơi bờ biển Na Uy. Oxley bị tàu ngầm HMS Triton đánh chìm trong một sự cố bắn nhầm vào ngày 10 tháng 9, 1939, trở thành tàu ngầm Anh đầu tiên bị mất trong Thế Chiến II, chỉ bảy ngày sau khi xung đột bắt đầu.

#### Bị mất
Khi Bộ Hải quân Anh được thông báo chính phủ có khả năng tuyên chiến với Đức Quốc Xã, năm tàu ngầm thuộc Chi hạm đội Tàu ngầm 2, bao gồm HMS Triton và HMS Oxley, được phái đi tuần tra ngoài khơi Na Uy từ ngày 24 tháng 8, 1939, và đã sẵn sàng hoạt động tại khu vực tuần tra được chỉ định từ ngày 3 tháng 9.
Lúc 19 giờ 55 phút ngay 10 tháng 9, dưới quyền chỉ huy của hạm trưởng, Thiếu tá Hải quân H.P. de C. Steel, Triton di chuyển zigzag chậm trên mặt biển và bắt đầu nạp điện lại cho ắc-quy, ở vị trí khoảng 28 nmi (52 km) về phía Tây Nam Stavanger, Na Uy. Đến 20 giờ 45 phút, nó phát hiện một đối tượng trước mũi tàu bên mạn phải, được nhận định là một tàu ngầm. Sĩ quan trực cầu tàu Triton đã ba lần gửi truy vấn nhận diện bằng đèn tín hiệu, nhưng đối tượng đã không hồi đáp. Thiếu tá Steel hạm trưởng của Triton nghi ngờ đối tượng có thể là Oxley vốn đang tuần tra tại khu vực lân cận nhưng phải ở xa hơn; tuy nhiên họ không thể xác định nhận dạng của con tàu lạ. Thiếu tá Steel cho gửi một truy vấn nhận diện lần sau cùng với một phát pháo sáng màu xanh lục, và sau khi chờ đợi 15 giây mà không thấy hồi đáp, ông quyết định tấn công mục tiêu được cho là một tàu ngầm U-boat Đức.
Không đầy một phút sau khi hai quả ngư lôi được phóng ra, một quả trúng đích gây ra một vụ nổ. Khi Triton đi đến hiện trường để điều tra, họ nghe thấy tiếng cầu cứu và phát hiện ba người đang trôi nổi giữa đám mảnh vỡ và dầu loang. Họ cứu vớt được hai người bao gồm Thiếu tá Hải quân H.G. Bowerman hạm trường của Oxley, nhưng không kịp cứu vớt người thứ ba. Oxley đắm tại tọa độ 58°30′B 5°30′Đ / 58,5°B 5,5°Đ, với tổn thất 53 thành viên thủy thủ đoàn thiệt mạng, và chỉ có hai người sống sót.
Ủy ban Điều tra xác định Thiếu tá Steel không có lỗi vì đã làm hết mọi việc cần phải làm trong tình huống này. Oxley đã đi chệch vị trí và không hồi đáp tín hiệu nhận dạng từ Triton, nên tổn thất đầu tiên của tàu ngầm Đồng Minh trong Thế Chiến II lại do một sự cố bắn nhầm. Tuy nhiên trong giai đoạn chiến tranh, tổn thất của Oxley được thông báo là một vụ nổ tai nạn; và sau chiến tranh được giải thích là do một tai nạn va chạm với Triton. Sự thật về sự cố bắn nhầm chỉ được tiết lộ vào thập niên 1950.